# Laura Vicente
Laura Vicente, née le 8 mars 1998  en espagne, est une gardienne internationale espagnole de rink hockey. 

## Palmarès
En 2016, elle participe au championnat du monde.